# Diana Villavicencio
Diana Johanna Villavicencio Rivera (ur. 10 listopada 1985) – ekwadorska judoczka.
Uczestniczka mistrzostw świata w 2003, 2007, 2011 i 2014. Startowała w Pucharze Świata w latach 2004, 2008, 2010-2012 i 2014. Brązowa medalistka igrzysk panamerykańskich w 2007 i siódma w 2011. Zdobyła trzy medale na mistrzostwach panamerykańskich w latach 2005 - 2009. Sześciokrotna medalistka igrzysk Ameryki Południowej. Wygrała igrzyska boliwaryjskie w 2009 i 2013; druga w 2005; trzecia w 2001 i 2017. Zdobyła cztery medale mistrzostw Ameryki Południowej.